# Parepione
Parepione là một chi bướm đêm thuộc họ Geometridae.